# A’Salfo

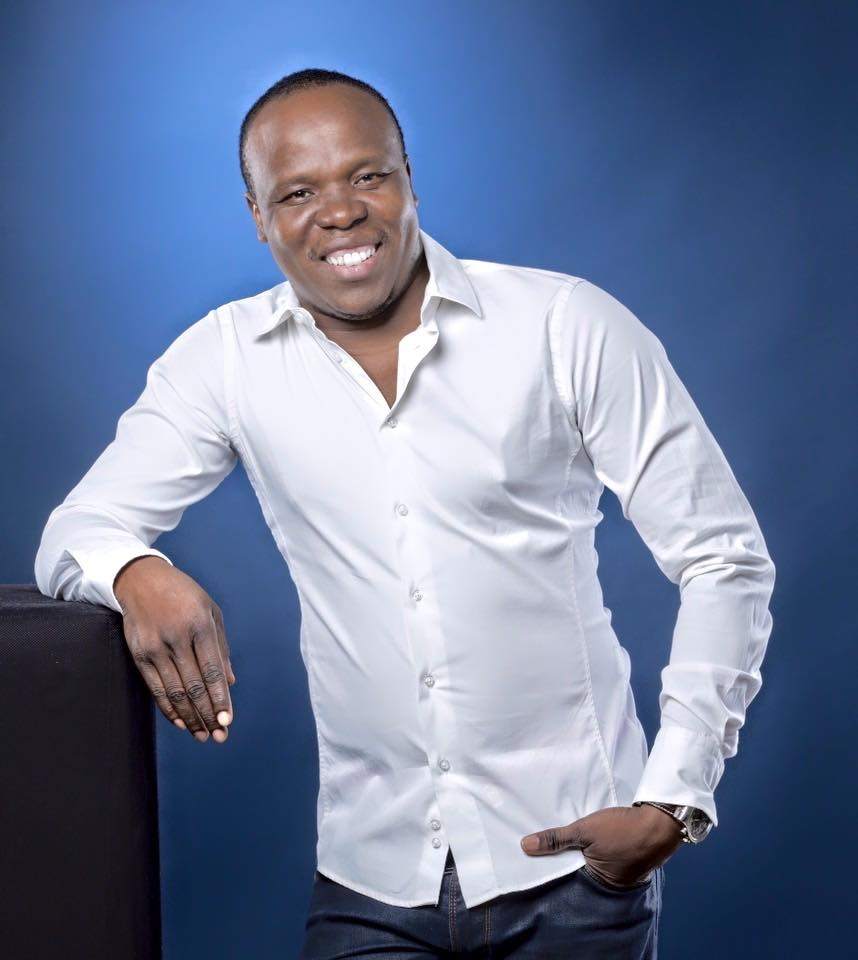
A'Salfo

Salif Traoré (* 15. März 1979 in Abidjan, Elfenbeinküste), besser bekannt unter seinem Künstlernamen A’salfo, ist ein ivorischer Sänger. Er ist der Leadsänger der Gruppe Magic System.

## Karriere
A’salfo wurde am 15. März 1979 in Abidjan geboren und stammt aus einer Familie mit acht Brüdern und Schwestern. Sein Vater ist Arbeiter in einer Baufirma, seine Mutter ist Hausfrau ohne Beruf. Schon als kleiner Junge zog er unter dem Einfluss seines älteren Bruders Ali, der Gitarrist war, die Musik seinem Studium vor.
1997 wurde A’salfo eines der Gründungsmitglieder der Gruppe Magic System. Nach dem Erfolg des Hits Premier Gaou (300.000 verkaufte Singles allein in Frankreich) besuchte er die Musikakademie in Frankreich.
Am 20. August 2012 wurde er von Irina Bokowa für seine Friedensbotschaften zum UNESCO-Botschafter des guten Willens ernannt.
In den Jahren 2016 und 2017 war er Juror bei The Voice Afrique Francophone. Nachdem er sich im Jahr 2000 in Frankreich im Département Yvelines niedergelassen hatte, kehrte A’Salfo nach und nach an die Elfenbeinküste zurück.
Dort gründete er mit Magic System das Anoumanbo Music Festival, FEMUA, das afrikanische Künstler aus der Nachbarschaft, in der er aufgewachsen ist, zusammenbringt.
Im Jahr 2023 erwarb er einen Master in Global Management an der HEC Paris.